# Мехмет-бей II Караманид
Султанзаде Насиреддин Мехмет-бей II (тур. II. Sultanzâde Nâsıreddin Mehmed Bey; род. между 1381 и 1386 — ум. 1423) — правитель бейлика Караманидов (Караманогуллары). С перерывами правил с 1398 года по 1423 год. Сын Алаэддина-бея I и дочери Мурада I, Нефисе. После очередного мятежа против османов Алаэддин-бей был казнён либо по приказу Баязида, брата Нефисе, либо кем-то из его приближённых. Неизвестно точно, где находился Мехмет и его брат двенадцать лет после казни Алаэддина. Большинство историков согласны с тем, что всё это время либо его часть они провели в заключении в Бурсе.
Возможно, что в первый раз Мехмет кратковременно правил бейликом на правах вассала Баязида. После поражения султана в битве под Анкарой от Тамерлана сыновья Алаэддина были освобождены из заключения, и Мехмет был восстановлен в правах независимого правителя. Размер территорий, полученных Мехметом и его братом от Тамерлана, превышал территорию бейлика, которой владел их отец, однако Мехмет решил воспользоваться периодом османского междуцарствия (в это время сыновья Баязида делили власть) и захватил земли Хамидидов. Мехмет-бей поочерёдно поддерживал то Мехмеда Челеби, то Сулеймана Челеби, то Мусу Челеби. В 1413 году Мехмед Челеби стал единовластным султаном, и во время его пребывания в Румелии Мехмет-бей предпринял поход на Бурсу, был схвачен и пленён. Мехмед Челеби простил его и отпустил. Конфликт с мамлюками из-за Тарсуса привёл к пленению ими Мехмета-бея. В этом плену Мехмет пробыл год и был освобождён после смерти султана.
Пытаясь отбить у османов Анталью, Мехмет-бей осадил её. Погиб при осаде от пушечного ядра.

## Биография

### До казни отца
Мехмет и его брат Али родились в семье правителя бейлика Караманогуллары Алаэддина-бея I и его жены, дочери османского султана Мурада I и сестры Баязида I, Нефисе Мелек-хатун. Дата свадьбы родителей Мехмета, как и дата его рождения, точно не установлены. В сборнике документов османской канцелярии «Муншаат ас-Салатин» (Письма султанов), составленном Нишанджы Феридуном Ахмед-беем в XVI веке, как время свадьбы указывается 1386 год. Однако есть и другие данные. Согласно Ахмеду Шикари, автору истории Караманидов, Караман-наме, помолвка состоялась в 1378 году. Исследования надписи на медресе Хатуние, возведённом Нефисе, даёт основания полагать, что брак был заключён не позднее 1381/82 года. Турецкий историк Н. Сакаоглу относит брак Нефисе и Алаэддина к 1360—1370 годам.
Точно известно, что в 1386 году у Нефисе и Алаэддина были дети. Согласно ранним османским хроникам, в 1386 году Нефисе просила отца простить её мужа и «не оставлять её сыновей сиротами». Один из османских календарей датирует рождение Мехмета, старшего сына Нефисе, 1370-м годом.

Отец Мехмета неоднократно вступал в конфликты сначала с Мурадом, а после его смерти с Баязидом, захватывая земли и города, которые османы считали своими. Благодаря посредничеству матери Мехмета Алаэддину дважды удавалось получить прощение. В 1397/98 году во время очередного противостояния с Баязидом Алаэддин укрылся в Конье. Через 11 дней население выдало его Баязиду за гарантии сохранения города, и Алаэддин был казнён. Известный востоковед Юрий Петросян полагал, что Алаэддин был казнён по приказу Баязида, но об этом нет точных данных. Возможно, как писал Иоганн Шильтбергер, Алаэддина убил «кто-то» по собственной инициативе. Шильтбергер, попавший в плен под Никополем и находившийся в свите Баязида до 1402 года, так описывал смерть Алаэддина-бея:
[Алаэддин] так разгневал султана, что он вскричал три раза: „Не освободят ли меня от Карамана“. Наконец кто-то явился, отвёл Карамана и, умертвивши его, снова явился пред Баязитом, который его спросил, что он сделал с Караманом. Узнав жалкую его участь, он заплакал и приказал казнить убийцу на том самом месте, где он умертвил Карамана, в наказание за то, что он так спешил убиением столь знатной особы и не подождал, пока не прошёл гнев своего государя .
Нешри уточнял, что Алаэддина без приказа Баязида и против воли султана убил Тимурташ-паша.

### После казни отца
После казни Алаэддина и сдачи Коньи Баязид «велел положить голову Карамана на острие копья и носить по всему краю, дабы другие города, увидев, что владетеля их уже не было в живых, скорее сдавались». Султан направился с армией к Ларинде, где находились сыновья Алаэддина и их мать — вдова Алаэддина и сестра Мурада. Сыновья Алаэддина, уже подростки (им было не менее 11 лет), были оскорблены и рассержены казнью отца и видом его головы на пике. С юношеской горячностью они стремились защищать город и не желали сдаваться. Жители города сочувствовали мальчикам и поддержали их. Они послали к Баязиду четырёх «из лучших граждан» с предложением о сдачи при условии, что один из «сыновей Карамана» (Караманоглу) будет поставлен над ними. Баязид ответил, что сам решит, кого ставить над ними: сына Карамана или своего сына. Неудовлетворённые таким ответом, жители решили продолжить сопротивление. Однако уже через пять дней осады Нефисе сказала жителям, что не видит возможности отстоять город и не хочет, чтобы люди страдали из-за их семьи. Из-за безнадёжности дальнейшего сопротивления вдова Алаэддина вышла из города к своему брату, ведя с собой сыновей. Баязид, увидев сестру и племянников, вышел из шатра им навстречу. Нефисе с сыновьями припала к его ногам и передала ему ключи от цитадели и от города. Так Баязид завладел столицей бейлика, а сестру и племянников он отправил в Бурсу. Земли Караманидов Баязид передал в управление своему сыну Мустафе. Ичель был отдан султаном их кузену, шейху Хасану, сыну Сулеймана-бея Караманида, скрывавшемуся до того в Эретне.

### Жизнь в заключении
Неизвестно, в каких условиях Мехмет-бей и Али-бей, сыновья Алаэддина, жили в Бурсе. Относительно этого периода жизни у историки выдвигали разные версии.
- Согласно «Дустурнаме» Энвери, они содержались отдельно от матери в почётном плену[10]. Два историка, составивших жизнеописание Тамерлана, тоже писали о том, что Баязид держал племянников в плену до тех пор, пока их не освободил Тамерлан. Ибн Арабшах сообщал о сыновьях Алаэддина следующее: «Оба были у него в унижении и затруднении»[11]. Шарафаддин Язди писал, что к 1402 году Мехмет 12 лет провёл в заточении[12].
- Некоторое время Мехмет и Али действительно жили в Бурсе в почётном плену, однако вскоре Баязид доверил Мехмету править Караманом, как своему вассалу. Через год Мехмет восстал, был разбит Баязидом и снова заключён под стражу[5].

### Период османского междуцарствия
После поражения Баязида I в 1402 году в битве при Анкаре Мехмет-бей и Али-бей были освобождены Тамерланом из заключения. «Темур, освободив их из заточения, надел им халаты и, оказав почести, определил им [должности] достойное их положения». Тамерлан вернул анатолийским беям их родовые земли, захваченные османами. Мехмету-бею и Али-бею тоже были отданы земли их отца. Также Тамерлан передал Мехмет-бею Бейпазари, Сиврихисар, Киршери и Кайсери в дополнение к отцовским землям. Али-бей, брат Мехмета-бея, стал эмиром Нигде и вассалом Мехмета-бея. Сыновья Баязида, Мехмед, Сулейман и Иса, тоже получили по небольшой части бывших владений отца. Хотя Мехмет-бей получил бейлик в размере, намного большем, чем был у Алаэддина, он не удовлетворился этим. Мехмет аннексировал земли Хамидидов, Тарсус, Афьонкарахисар и Кютахью. В некоторых источниках указано, что «сын Карамана» даже захватил Анталию.
На Сиврихисар и Бейпазари претендовал Иса Челеби. Между ним и Мехметом-беем произошло несколько столкновений. Как писал источник, «Иса сражался в нескольких битвах с Караманидами». В 1404 году в битве под Смирной Мехмет-бей вместе с беем Дулькадира выступил на стороне Мехмеда Челеби. В междоусобице сыновей Баязида активно участвовали не только Караманиды, но и правители других анатолийских бейликов. Беи Айдына, Сарухана, Ментеше, Теке и Гермияна поддержали в этой битве Ису Челеби против Мехмеда Челеби. Мехмед Челеби одержал с их помощью победу, и Иса бежал в Караман. Однако вражда с Мехметом-беем привела к тому, что Иса был опознан, пойман и задушен в Эскишехире.
В 1407 году Сулейман Челеби победил Мехмеда Челеби в битве. Бежав, Мехмед укрылся у бея Айдына. Джунейд Измироглу приезжал для переговоров с Мехметом-беем в Конью. По словам османского историка Дуки, Мехмет-бей Караманид поддался на уговоры Джунейда и присоединился к нему, выставив 3000 солдат. Кроме Мехмета Джунейду удалось склонить к союзу бея Гермияна. Войско беев собралось в Аясолуке. Сулейман Челеби подошёл к Айдыну, выставив против беев армию из 25 000 человек. Согласно Дуке, Джунейд заподозрил предательство со стороны Мехмет-бея и других беев. Поэтому Джунейд сам отправился к Сулейману, который помиловал его. Мехмет-бей и Якуб-бей Гермиянид, увидев, что Джунейд скрылся посреди ночи, собрали свои силы и спешно отошли на восток.
Предположительно в 1408 году Муса Челеби скрывался у Мехмета-бея от Сулеймана. Посланники из Валахии приезжали в Караман для согласования деталей брака дочери Мирчи с Мусой.

### Правление Мехмеда I
В 1413 году Мехмед I снова объединил Османскую империю, расправившись со всеми братьями, кроме Мустафы. Также Мехмед I покорил все бейлики, кроме Карамана, который стал единственным независимым от османов анатолийским эмиратом. С Мехмет-беем Караманидом султану справиться не удалось, и ему пришлось заключить мир. Несмотря на договор, в следующем году Мехмет-бей Караманид воспользовался тем, что Мехмед I находился в Румелии, и напал на земли османов. Он мотивировал это желанием отомстить за казнь отца. После 34 дней осады Караманид захватил и разорил Бурсу. Останки Баязида, который был, по мнению Мехмета-бея, виновен в убийстве Алаэддина-бея, были выброшены из могилы и сожжены. Имарет Орхана был разрушен. Мехмед I отправил в Анатолию армию под командованием Баязида-паши для отражения нападения. Вскоре Баязид-паша заманил Мехмета в ловушку и захватил бея Карамана в плен вместе с его старшим сыном Мустафой, схватив их спящими. Шараф-хан Бидлиси писал, что султан простил их «и пожаловал им часть Караманского вилайета». Судя по всему, Мехмету пришлось перенести столицу: Нешри писал, что «были перемещены Измироглу, Ментешоглу, Караманоглу и окружающие беи». Он же подробно описал эти события. По словам Нешри, султан помиловал Мехмета-бея, но потребовал от него клятву верности. Мехмет спрятал под одеждой голубя. Положив руку на грудь, Мехмет-бей произнёс: «Пока теплится душа в этом теле, я не пойду против дома Османов, если же нарушу слово, пусть меня постигнет кара». Султан одарил его и отпустил вместе с сыном. Мехмет-бей, выйдя из шатра, выпустил птицу и произнёс: «Моя вражда с османами будет продолжаться до второго пришествия!» Вскоре он опять напал на земли османов и заявил: «На моей груди был голубь, и я поклялся на нём; отпустив птицу, я освободил себя от клятвы!»
За время пребывания Мехмета-бея в плену Али-бей Рамазаноглу отобрал у Караманидов Тарсус. После освобождения Мустафа-бей, старший сын Мехмета-бея, вернул город, воспользовавшись конфликтом между мамлюкскими эмирами Сирии и Египта. В попытке установить мир и иметь не врага, а союзника, Мехмет-бей отдал свою дочь замуж за Ибрагима-бея, сына Рамазаноглу Али-бея. Шейх аль-Махмуди, мамлюкский султан, потребовал, чтобы Караманид вернул ему Тарсус, но Мехмет-бей не обратил на это внимания. Свою ошибку он понял лишь при подходе к его границам мамлюкской армии в 1419 году. Не желая рисковать, Мехмет-бей скрылся в горах. Мамлюки захватили Адану и Тарсус, разрушили Нигде, Конью, Эрегли и Ларинду, а править бейликом поставили брата Мехмета, Али-бея. Кайсери был отдан Дулкадиридам. Мехмет-бей, спустившийся с гор, напал на Кайсери после отхода армии мамлюков, пытаясь вернуть город, но не смог победить Дулкадирида Насиреддина. Битва закончилась для Мехмета-бея трагично. Мустафа, сын Мехмета, погиб в битве, а сам Мехмет был пленён и доставлен в Каир. В его отсутствие Али-бею Караманиду не удалось даже при поддержке мамлюков утвердиться на всей территории бейлика. Получив свободу после смерти Шейха аль-Махмуди в 1421 году, Мехмет-бей легко восстановил свою власть в бейлике. Он вновь стал править в Конье, а Али-бей вернулся в Нигде. В этот период Мехмет и Али были вассалами мамлюков.

### Правление Мурада II. Смерть
Беи Айдына, Сарухана, Хамид и Ментеше после того, как их эмираты были вторично оккупированы османами, укрылись у Мехмета-бея. Последний планировал помочь Осману-бею Хамидогуллары вернуть Анталию, принадлежавшую когда-то Хамидидам. Османский санджакбей Анталии Хамза (сын мухафиза Анталии Фируза-бея) узнал о союзе двух беев. Он упредил их и напал на Османа до того, как Мехмет с войском успел прийти на помощь. В итоге Осман погиб. В феврале 1423 года Мехмет-бей вместе с младшими сыновьями Ибрагимом, Али и Исой осадил Анталию, но был убит выстрелом из крепости. Османские историки по-разному описывали эти события. По словам Шараф-хана Бидлиси, «из крепости в него бросили камень, и он был убит им наповал». Нешри писал, что, следя за боем, Мехмет-бей оказался в месте, которое простреливалось пушкой из крепости. В него попало ядро и разорвало его на части. Сыновья собрали останки в сундук, отвезли тело к Ларинде и там похоронили. По словам Нешри, пушку, с помощью которой был убит Мехмет, жители Анталии назвали священной и на цепях повесили над крепостными воротами.

## Личность
Мехмет-бей был энергичен и предприимчив, очень амбициозен. В личной жизни и быту был человеком умеренным. К учёным людям проявлял большое уважение. В народе Мехмет популярен не был, поскольку часто взимал непосильные налоги.
Возвращая в 1403 году анатолийским беям их земли, Тамерлан разделил османские территории на три части. Земли же Караманидов были возвращены Мехмету-бею в увеличенном размере, став, таким образом, основным соперником османов в Анатолии. В течение 20 лет Мехмет-бей активно сопротивлялся росту Османской империи, поддерживая других беев и вмешиваясь в борьбу сыновей Баязида за трон.

## Семья
Мехмет-бей был женат на Инджу, дочери султана Мехмеда I. Имена других жён или наложниц бея неизвестны, как неизвестно и то, кто из них родил Мехмету-бею сыновей Махмуда, Али, Ису и Ибрагима. Три его сына были женаты на дочерях Мехмеда I. Имён этих принцесс хроники не сохранили. Али и Иса женились в 1425 году, Ибрагим — в 1427-м.

## Комментарии
1. ↑  Согласно описанию Шильтбергера, это произошло в 1397/98 году. Крамерс указывает 1391 год[1].
2. ↑  Историк Н. Сакаоглу приводит историю о голубке, приписывая клятву на голубке то матери Мехмета[28], то его отцу[29].